# Labyrinthininae
Labyrinthininae es una subfamilia de foraminíferos bentónicos de la familia Mesoendothyridae, de la superfamilia Loftusioidea, del suborden Loftusiina y del orden Loftusiida. Su rango cronoestratigráfico abarca desde el Liásico (Jurásico inferior) hasta el Oxfordiense (Jurásico superior).

## Discusión
Clasificaciones previas incluyeron este grupo en la familia Orbitopsellidae, así como en el suborden Textulariina del Orden Textulariida o en el Orden Lituolida.

## Clasificación
Labyrinthininae incluye al siguiente género:
- Labyrinthina †